# イザベル・ド・ブラジル

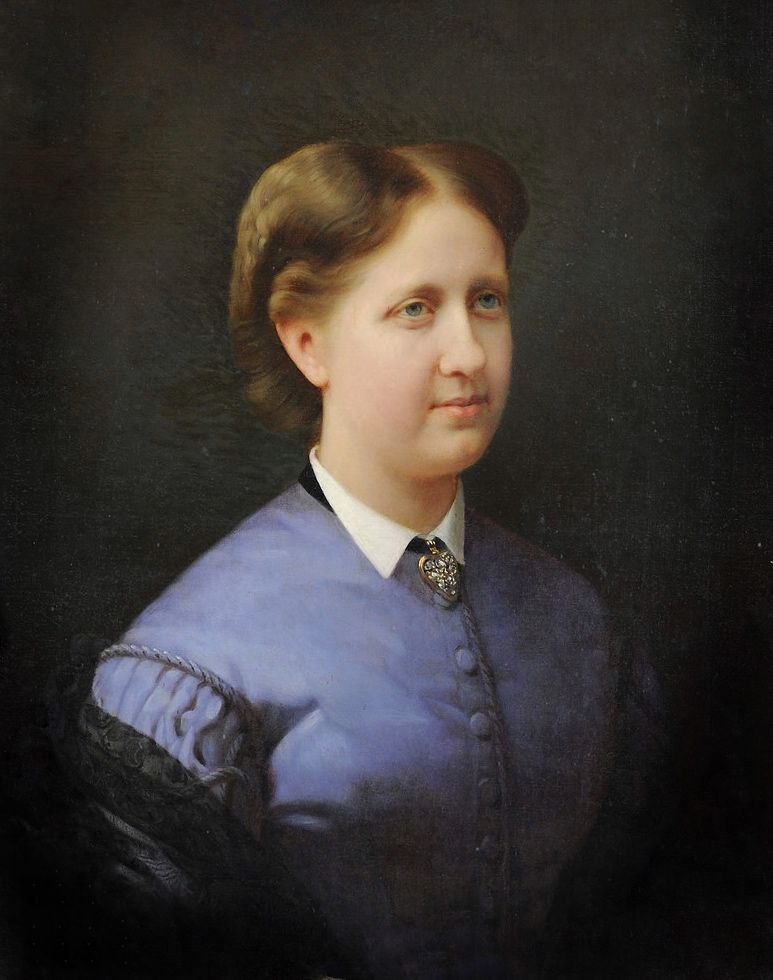
ブラジル皇女イザベル

イザベル・ド・ブラジル（Princesa Isabel A Redentora, de jure Dona Isabel I, Imperatriz e Defensora Perpétua do Brasil, 全名：Isabel Cristina Leopoldina Augusta Micaela Gabriela Rafaela Gonzaga de Bragança, 1846年7月29日 - 1921年11月14日）は、ブラジル帝国の皇女。ブラジル皇太女として父ペドロ2世の治世最後の10年間は摂政位にあった。帝政廃止後はブラジル・ブラガンサ家の当主となり、1891年以降「ブラジル女帝」を名乗った。
イザベルは父ペドロ2世が旅行でブラジルを離れた際に3度摂政を務めた。ブラジル政治史上、彼女は植民地後初の女性統治者である。1888年、ブラジルでの奴隷廃止法(en:Lei Áurea)に署名した。彼女の信仰に篤い姿勢、奴隷制廃止の役割から、ローマ教皇レオ13世は「黄金のバラ」を授けた。1889年、軍事クーデターで帝政が廃止されると、フランスへ亡命した。

## 生涯

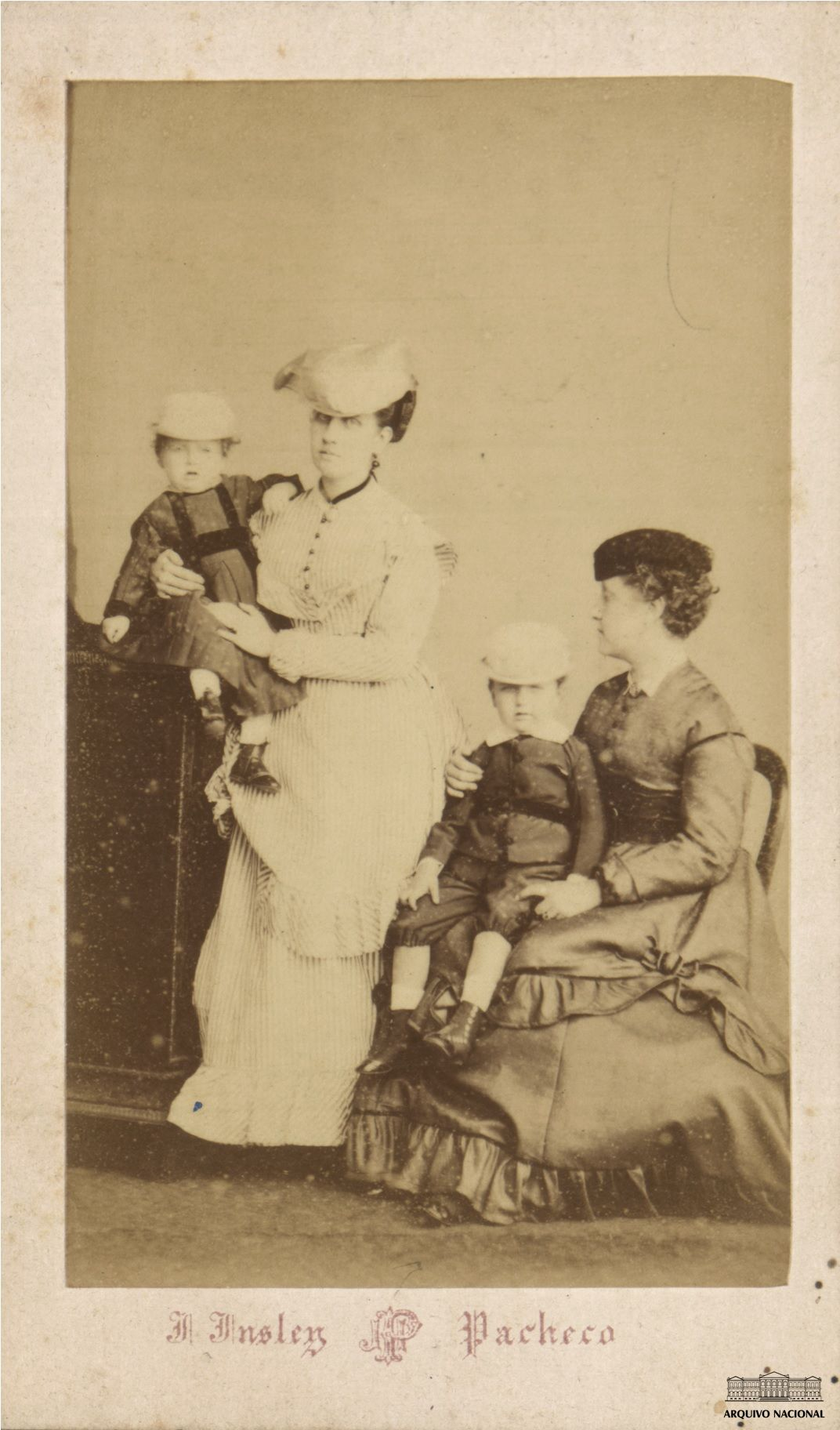
左がイザベル。右は妹レオポルディナ

イザベルはペドロ2世と皇后テレサ（両シチリア王フランチェスコ1世の七女）の長女として、リオ・デ・ジャネイロのサン・クリストヴァオン宮殿で誕生した。兄アフォンソはイザベルが生まれる前に夭折し、弟ペドロも夭折した。長女イザベルと次女レオポルディナ以外に子のないペドロ2世は、イザベルを後継者に指名した。
1864年10月15日、イザベルはフランス王族のウー伯ガストン・ドルレアン（ポルトガル語名ガスタン、フランス王ルイ・フィリップの孫）と結婚した。
同年12月、イザベルの妹レオポルディナは、ザクセン＝コーブルク＝ゴータ公子アウグスト（ブルガリア王フェルディナントの次兄）と結婚した。ガストンの父ヌムール公ルイ・シャルルと、アウグストの母クレマンティーヌは兄妹であるため、彼らは従兄弟同士であった。最初の案ではイザベルはアウグストと、レオポルディナはガストンと結婚する予定だった。しかし、姉妹はそれぞれ別の相手を選んだ。皇帝は、自身が政略結婚の不幸を知ることから、娘たちの願いを受け入れた。
イザベルと夫ガストンとの間には4子が生まれた。
- ルイサ・ヴィトーリア（1874） - 夭折
- ペドロ・ダ・アルカンタラ（1875–1940） - グラォン・パラ公
- ルイス・マリア（1878–1920）
- アントニオ・ガスタン（1881–1918）

## 政治

摂政位につく皇女イザベル

ペドロ2世は自由主義を解し、ブラジルを工業化させ奴隷廃止をしなければならないことを知っていた。イザベルは摂政として、1888年5月13日に奴隷廃止法に署名した。この進歩的な姿勢は、逆に帝政に対するブラジル社会の対立を生んだ。同時期、自由主義者たちは自分たちが帝政を拒絶するように、皇帝が早い改革を望んでいないと知り、勇気づけられた。ペドロ2世は国民的人気があったものの、1889年11月15日に軍事クーデターで廃位され、皇帝一家は亡命した。イザベルは家族と共にフランスへ亡命した。
廃位後のペドロ2世は1891年12月5日、パリで死去した。皇帝家支持者の支援を受け、イザベルはブラジル皇位請求者となった。
1908年、イザベルの長男ペドロはチェコ人のアルジュベータ・ドブジェンスカーとの結婚を望んだ。王族でない女性との結婚をイザベルは許さず、よってペドロはブラジル皇位継承権を放棄した。イザベルは後継者に次男ルイス・マリアを指名したが、ルイスは母親に先立って1920年に死去したため、ルイスの長男ペドロ・エンリケが祖母を継いでブラジル・ブラガンサ家家長となった。イザベルは、夫の所領ウー（現在のセーヌ＝マリティーム県の町）で死去した。

## その後
1920年、ブラジル政府は皇帝一家の入国を禁止する法律を廃止し、一家の帰国を許した。イザベルは帰国前に死去したため、夫ガストンが棺とともにブラジルへ出航したが、その途上で彼も死去した。ペドロ2世夫妻の棺は1921年にブラジルへ運ばれ、1939年にペトロポリス大聖堂へ再度埋葬された。
イザベルの後を継いだ孫ペドロ・エンリケ以降は家名をオルレアンス＝ブラガンサ家としている。現在イザベルの子孫には、オルレアン家のフランス王位継承者パリ伯ジャン、オルレアンス＝ブラガンサ家家長ルイス・ガスタン、ベルギーのリーニュ公アンリ、ポルトガル王位請求者のブラガンサ公ドゥアルテ・ピオがいる。
1963年よりブラジルで発行されていた50クルゼイロ紙幣に肖像が使用されていた。

### ヴァソウラス系とペトロポリス系
上述の通り、次期ブラジル皇位の推定相続人は、本来であれば長男のペドロ・デ・アルカンタラが継ぐ予定であったが、イザベルは貴賤結婚を理由に認めず、次男のルイス・マリアを指名し、ルイスの死後はその長男のペドロ・エンリケを指名した。しかし、ペドロ・デ・アルカンタラはイザベルの死後にブラジルの新聞で、「私の辞退は多くの理由のため正式なものでなかった。加えて、それは皇位継承辞退ではなかった」と語り、自身のブラジル皇位継承権を主張した。そのため、イザベルの死後からブラジル帝位請求者は、ルイス・マリアとペドロ・エンリケ（ペドロ3世エンリケ）を始祖とする「ヴァソウラス系」とペドロ・デ・アルカンタラ（ペドロ3世）を始祖とする「ペトロポリス系」に分裂した。

## 参照
1. ↑  “Decree 4,120”. 2007年5月13日閲覧。
2. ↑  “O EXÍLIO E A MORTE DE D.PEDRO II”. 2007年5月13日閲覧。
3. ↑  Bodstein, Astrid (2006). “The Imperial Family of Brazil”. Royalty Digest Quarterly (3) 2007年12月28日閲覧。.